# Sexto Calpurnio Agrícola
Sexto Calpurnio Agrícola (en latín, Sextus Calpurnius Agricola) fue un político y militar romano que se desempeñó como gobernador de Gran Bretaña a mediados del Siglo II.

## Vida
Accedió al consulado en septiembre de 154 como consul suffectus, tras lo cual fue designado gobernador de Germania Superior en 158. 
En el otoño boreal de 161 o más probablemente a principios de 162 se produjo una invasión de los catos; el emperador Marco Aurelio envió en su reemplazo a Aufidio Victorino quien venció a los invasores sin mayores contratiempos.

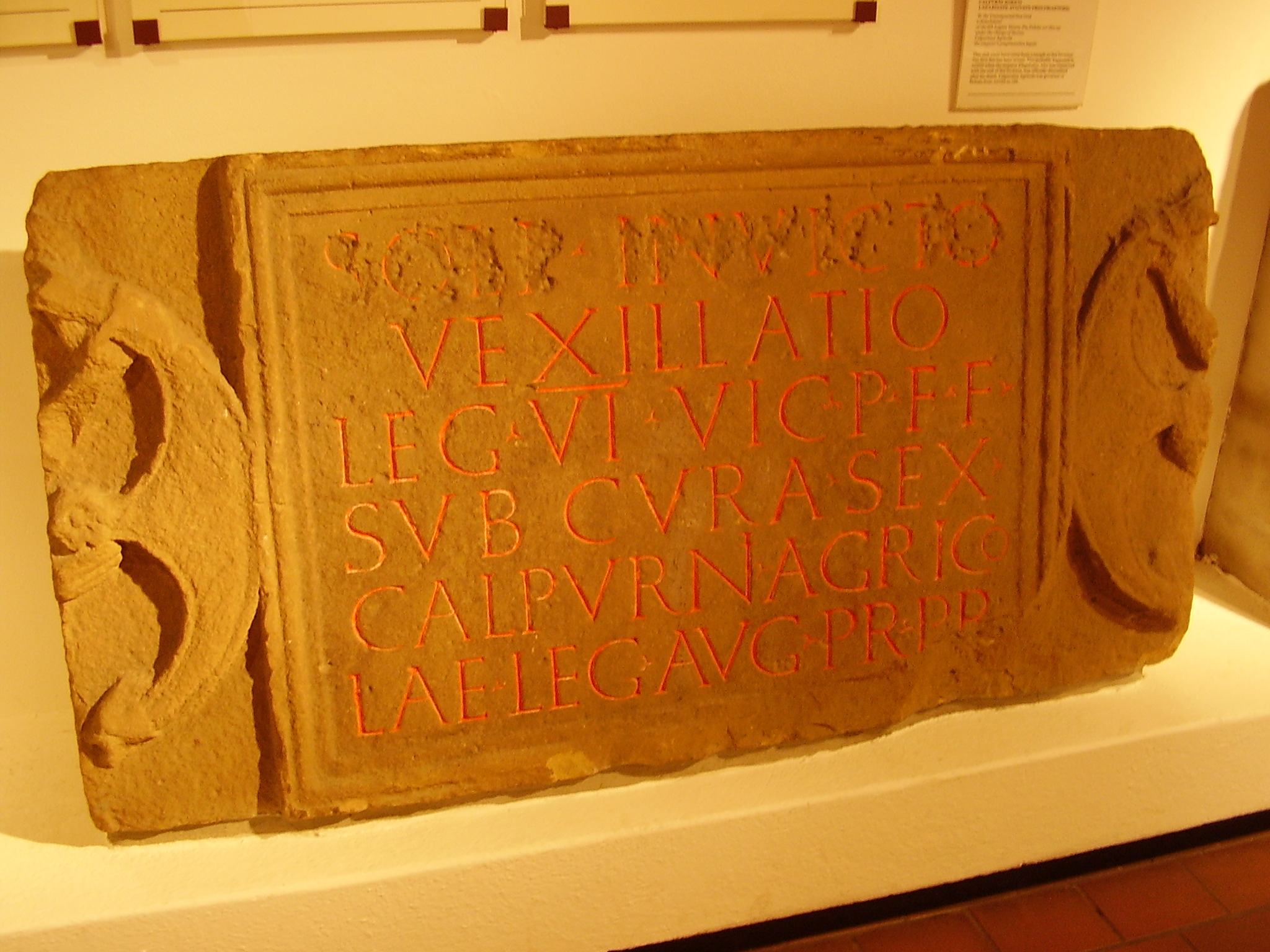
Inscripción RIB 1137 procedente del fuerte de Coria dedicada por una vexillatio de la Legio VI Victrix durante el gobierno de Sexto Calpurnio Agrícola en Britania.

Calpurnio Agrícola fue enviado por su parte a Britania a someter un levantamiento de los britanos y reemplazar a Marco Estacio Prisco que era a su vez trasladado con urgencia a Capadocia tras la derrota sufrida por los romanos a manos de Vologases IV de Partia en la batalla de Elegeia. El movimiento de gobernadores fue registrado en la Historia Augusta:

"...Y además de esto, la guerra amenazaba Britania, y los catos habían irrumpido en Germania y Recia. Calpurnio Agrícola fue enviado contra los britanos, contra los catos, Aufidio Victorino."
Historia Augusta, Marco Aurelio 8.8.

Calpurnio Agrícola partió a su nueva provincia con refuerzos de caballería de Germania. Para enfrentar el levantamiento abandonó definitivamente la línea adelantada del Muro de Antonino en el sur de Escocia retirando las fuerzas al sur, al Muro de Adriano. Reparó esa línea fortificada y las restantes fortificaciones, como la de Corbridge. Existen evidencias de rebelión o malestar en otros puntos de la isla
Alrededor del 168 mientras las Guerras marcomanas asolaban la región, Dacia fue atacada por rebeldes dacios, sármatas y costobocos y el gobernador de Moesia y Dacia Marco Claudio Frontón fue vencido y muerto. Calpurnio Agrícola, ya pacificada Britania, fue designado gobernador para detener la invasión, consiguiendo con la Legio V Macedonica pacificar la provincia. No hay información posterior, ni registro de descendencia alguna, por lo que se considera que murió en campaña, alrededor de 169.